# Porphyrinia rufata
Porphyrinia rufata là một loài bướm đêm trong họ Noctuidae.